# 5Y3

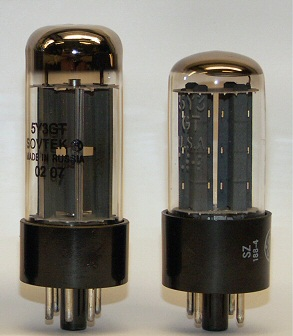
5Y3GT de General Electric (derecha) y 5Y3GT de producción actual de Sovtek (izquierda)

La válvula 5Y3 es una válvula rectificadora de potencia media y de caldeo directo creada por RCA en 1935. Ha sido muy utilizada como rectificadora en radios a válvulas y en amplificadores de guitarra como Fender. Es idéntica a la válvula 80, pero tiene base octal en vez de base UX4.
El gran éxito que tubo esta válvula hizo que se crearan más válvulas rectificadoras de este estilo tanto con capacidades mayores como menores: Las válvulas 5V3, 5W3, 5X3, 5Z3, 5U4, 5Z4, 5AR4, etc.

## Pinout y especificaciones
Las placas están conectadas a los pines 4 y 6, mientras que el filamento de caldeo directo está conectado a los pines 2 y 8. La tensión y corriente del filamento son de 5V 2A respectivamente. Las placas soportan una tensión máxima de 350V y una intensidad de salida máxima de 125mA, el valor de capacidad máxima para el primer capacitor de filtro es de 32µF.